# Elipsa szyjna

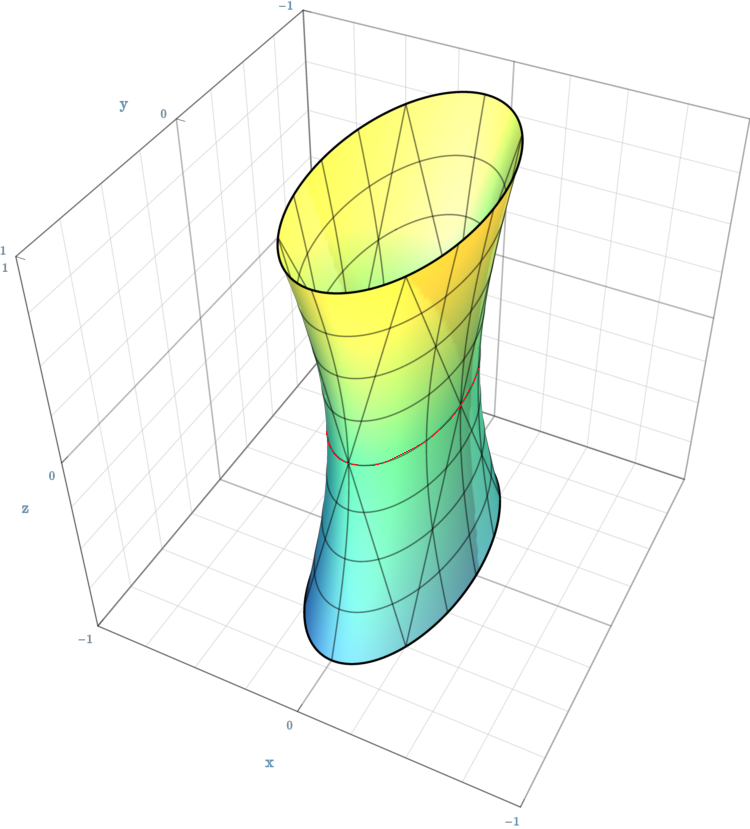
Hiperboloida jednopowłokowa z zaznaczoną na czerwono elipsą szyjną

Elipsa szyjna – elipsa spełniająca jednocześnie dwa warunki:
- powstała poprzez przekrój hiperboloidy jednopowłokowej płaszczyzną prostopadłą do osi symetrii hiperboli, dookoła której obracana jest ta hiperbola, tworząc hiperboloidę jednopowłokową,
- incydentna ze środkiem symetrii tej hiperboloidy jednopowłokowej[1].